# Stična
Stična je naselje, ki geografsko leži v t.i. »stiškem kotu« v Občini Ivančna Gorica in ima okoli 1.000 prebivalcev. Znana je po Cistercijanskem samostanu Stična, ki je edini še delujoči cistercijanski samostan v Sloveniji. V okviru samostana je Bazilika Žalostne Matere Božje, ki je obenem župnijska cerkev, v njem pa deluje tudi slovenski verski muzej - Muzej krščanstva na Slovenskem.
V Stični se letno odvija Festival Stična mladih, vsako leto je tu tudi zbiranje katoliške mladine, ko povprečno obišče travnike okoli samostana okoli 10.000 obiskovalcev (ocena medijev zadnjih 8 let). Tudi kulturno društvo Stična organizira kulturni poletni festival z imenom Festival Stična. 
Stična je tudi izobraževalno središče za celotno občino že 60 let, od 1980 naprej se Šolski center (Osnovna šola Stična in Srednja šola Josipa Jurčiča Ivančna Gorica, ki vsebuje tudi gimnazijski program nekdanje Gimnazije Stična) nahaja na samem med naselji Stična in Ivančna Gorica. Stična je v geografskem središču za nanjo meječe vasi, ki z njo sestavljajo sklenjeno poselitveno območje se imenujejo po njej, predvsem Gabrje pri Stični, Vir pri Stični in Mekinje nad Stično, pa tudi nekoliko bolj oddaljene (Osredek nad Stično Dobrava pri Stični, Poljane pri Stični, Pristava nad Stično). Stična skupaj s Šentvidom pri Stični in naštetimi naselji, s centralno Ivančno gorico, kamor teče Stiški potok in se tam izliva v Višnjico ter nekoliko bolj oddaljeno Višnjo Goro, tvori poselitveno jedro današnje občine Ivančna gorica.